# Alex Blackwell
Robert Alexander «Alex» Blackwell (Toms River, Nueva Jersey, 27 de junio de 1970) es un exjugador de baloncesto estadounidense que disputó una temporada en la NBA, transcurriendo el resto de su carrera en ligas menores de su país, y en equipos de Europa, y sobre todo de Centroamérica y Sudamérica. Con 1,98 metros de estatura, jugaba en la posición de alero y ala-pívot.

## Trayectoria deportiva

### Universidad
Jugó tres temporadas con los Hawks de la Universidad de Monmouth, en las que promedió 20,3 puntos, 7,3 rebotes y 1,2 asistencias por partido. En 1990 fue elegido rookie del año e incluido en el mejor quinteto de la Northeast Conference, algo que repetiría en sus otras dos temporadas en el equipo.

### Profesional
Tras no ser elegido en el Draft de la NBA de 1992, fichó como agente libre por Los Angeles Lakers, donde jugó una temporada como uno de los últimos jugadores del banquillo, promediando 1,3 puntos por partido.
Al año siguiente fichó por el Trabzonspor Basketbol de la liga turca para reemplazar al lesionado Clarence Kea. con los que jugó un mes hasta que se recuperó Kea. Jugó posteriormente en diferentes equipos de las ligas CBA y USBL, siendo incluido en 1996 en el segundo mejor quinteto de la primera, vistiendo la camiseta de los Connecticut Pride.
Después de jugar una temporada en el Andino Sport Club de La Rioja (Argentina), en 1998 fichó por el Club Baloncesto Murcia de la liga ACB, con los que disputó 11 partidos, en los que promedió 14,2 puntos y 8,1 rebotes, siendo reemplazado por David Wood en el mes de noviembre. Regresó posteriormente al equipo argentino, jugando después en los Cangrejeros de Santurce y los Vaqueros de Bayamón de la liga de Puerto Rico, promediando en el total de su carrera en la liga centroamericana 16,3 puntos y 9,6 rebotes por partido.
Tras jugar en el Club Atlético Welcome uruguayo, regresó a España para jugar en el CB Villa Los Barrios de la LEB, haciéndolo al año siguiente en el Club Baloncesto Rosalía de Castro de la misma competición.
A partir de ese momento, en 2001, su carrera se centró en el continente americano, jugando hasta 2009 en diferentes equipos de las ligas uruguaya, venezolana, colombiana, mexicana, brasileña y chilena.

## Estadísticas de su carrera en la NBA

### Temporada regular
| Año     | Equipo      | PJ | PT | MPP | %TC  | %3P  | %TL  | RPP | APP | ROB | TPP | PPP |
| ------- | ----------- | -- | -- | --- | ---- | ---- | ---- | --- | --- | --- | --- | --- |
| 1992-93 | L.A. Lakers | 27 | 0  | 4.0 | .333 | .000 | .750 | .9  | .3  | .1  | .1  | 1.3 |
| Total   | Total       | 27 | 0  | 4.0 | .333 | .000 | .750 | .9  | .3  | .1  | .1  | 1.3 |